# ROH Women's World Television Championship
Le ROH Women's World Television Championship (que l'on peut traduire par championnat du monde féminin télévision de la ROH) est un championnat de catch féminin utilisé par la Ring of Honor (ROH). Ce titre est l'équivalent du ROH World Television Championship de la division masculine.

## Histoire
Le 16 décembre 2023 à ROH Wrestling, le président de la fédération, Tony Khan, présente la nouvelle ceinture pour la division féminine et annonce l'organisation d'un tournoi afin de couronner la première championne, dont la finale aura lieu à Supercard of Honor. Les participantes sont :
- Abadon[1]
- Billie Starkz[1]
- Diamanté[1]
- J-Rod[1]
- Kiera Hogan[1]
- Leyla Hirsch[1]
- Mercedes Martinez[1]
- Queen Aminata[1]
- Rachael Ellering[1]
- Red Velvet[1]
- Robyn Renegade[1]
- Sandra Moone[1]
- Sussy Love[1]
- Taya Valkyrie[1]
- Trish Adora[1]
- Viva Van[1]

|  | Huitièmes de finale       | Huitièmes de finale    | Huitièmes de finale        | Huitièmes de finale    |                   |                   | Quarts de finale   | Quarts de finale   | Quarts de finale   | Quarts de finale   |  |  | Demi-finales       | Demi-finales       | Demi-finales       | Demi-finales       |  |  | Finale                   | Finale                   | Finale                   | Finale                   |
|  |                           |                        |                            |                        |                   |                   |                    |                    |                    |                    |  |  |                    |                    |                    |                    |  |  |                          |                          |                          |                          |
|  | Phoenix, le 15 février    | Phoenix, le 15 février | Phoenix, le 15 février     | Phoenix, le 15 février |                   |                   | Duluth, le 14 mars | Duluth, le 14 mars | Duluth, le 14 mars | Duluth, le 14 mars |  |  | Ottawa, le 21 mars | Ottawa, le 21 mars | Ottawa, le 21 mars | Ottawa, le 21 mars |  |  | Philadelphie, le 5 avril | Philadelphie, le 5 avril | Philadelphie, le 5 avril | Philadelphie, le 5 avril |
|  | Kiera Hogan               | Kiera Hogan            | 6:31                       | 6:31                   |                   |                   | Duluth, le 14 mars | Duluth, le 14 mars | Duluth, le 14 mars | Duluth, le 14 mars |  |  | Ottawa, le 21 mars | Ottawa, le 21 mars | Ottawa, le 21 mars | Ottawa, le 21 mars |  |  | Philadelphie, le 5 avril | Philadelphie, le 5 avril | Philadelphie, le 5 avril | Philadelphie, le 5 avril |
|  | Kiera Hogan               | Kiera Hogan            | 6:31                       | 6:31                   |                   |                   | Duluth, le 14 mars | Duluth, le 14 mars | Duluth, le 14 mars | Duluth, le 14 mars |  |  | Ottawa, le 21 mars | Ottawa, le 21 mars | Ottawa, le 21 mars | Ottawa, le 21 mars |  |  | Philadelphie, le 5 avril | Philadelphie, le 5 avril | Philadelphie, le 5 avril | Philadelphie, le 5 avril |
|  | Diamanté                  | Diamanté               | Tombé                      | Tombé                  |                   |                   | Duluth, le 14 mars | Duluth, le 14 mars | Duluth, le 14 mars | Duluth, le 14 mars |  |  | Ottawa, le 21 mars | Ottawa, le 21 mars | Ottawa, le 21 mars | Ottawa, le 21 mars |  |  | Philadelphie, le 5 avril | Philadelphie, le 5 avril | Philadelphie, le 5 avril | Philadelphie, le 5 avril |
|  | Diamanté                  | Diamanté               | Tombé                      | Tombé                  | Diamanté          | Diamanté          | 11:38              | 11:38              |                    |                    |  |  | Ottawa, le 21 mars | Ottawa, le 21 mars | Ottawa, le 21 mars | Ottawa, le 21 mars |  |  | Philadelphie, le 5 avril | Philadelphie, le 5 avril | Philadelphie, le 5 avril | Philadelphie, le 5 avril |
|  | Cedar Park, le 22 février |                        |                            |                        | Diamanté          | Diamanté          | 11:38              | 11:38              |                    |                    |  |  | Ottawa, le 21 mars | Ottawa, le 21 mars | Ottawa, le 21 mars | Ottawa, le 21 mars |  |  | Philadelphie, le 5 avril | Philadelphie, le 5 avril | Philadelphie, le 5 avril | Philadelphie, le 5 avril |
|  |                           |                        | Billie Starkz              | Billie Starkz          | Tombé             | Tombé             |                    |                    |                    |                    |  |  | Ottawa, le 21 mars | Ottawa, le 21 mars | Ottawa, le 21 mars | Ottawa, le 21 mars |  |  | Philadelphie, le 5 avril | Philadelphie, le 5 avril | Philadelphie, le 5 avril | Philadelphie, le 5 avril |
|  | Billie Starkz             | Billie Starkz          | Billie Starkz              | Billie Starkz          | Tombé             | Tombé             | Soum.              | Soum.              |                    |                    |  |  | Ottawa, le 21 mars | Ottawa, le 21 mars | Ottawa, le 21 mars | Ottawa, le 21 mars |  |  | Philadelphie, le 5 avril | Philadelphie, le 5 avril | Philadelphie, le 5 avril | Philadelphie, le 5 avril |
|  | Billie Starkz             | Billie Starkz          | Duluth, le 14 mars         |                        |                   |                   | Soum.              | Soum.              |                    |                    |  |  | Ottawa, le 21 mars | Ottawa, le 21 mars | Ottawa, le 21 mars | Ottawa, le 21 mars |  |  | Philadelphie, le 5 avril | Philadelphie, le 5 avril | Philadelphie, le 5 avril | Philadelphie, le 5 avril |
|  | Robyn Renegade            | Robyn Renegade         | 9:47                       | 9:47                   |                   |                   |                    |                    |                    |                    |  |  | Ottawa, le 21 mars | Ottawa, le 21 mars | Ottawa, le 21 mars | Ottawa, le 21 mars |  |  | Philadelphie, le 5 avril | Philadelphie, le 5 avril | Philadelphie, le 5 avril | Philadelphie, le 5 avril |
|  | Robyn Renegade            | Robyn Renegade         | 9:47                       | 9:47                   | Billie Starkz     | Billie Starkz     | Tombé              | Tombé              |                    |                    |  |  |                    |                    |                    |                    |  |  | Philadelphie, le 5 avril | Philadelphie, le 5 avril | Philadelphie, le 5 avril | Philadelphie, le 5 avril |
|  | Phoenix, le 15 février    |                        |                            |                        | Billie Starkz     | Billie Starkz     | Tombé              | Tombé              |                    |                    |  |  |                    |                    |                    |                    |  |  | Philadelphie, le 5 avril | Philadelphie, le 5 avril | Philadelphie, le 5 avril | Philadelphie, le 5 avril |
|  |                           |                        | Mercedes Martinez          | Mercedes Martinez      | 11:33             | 11:33             |                    |                    |                    |                    |  |  |                    |                    |                    |                    |  |  | Philadelphie, le 5 avril | Philadelphie, le 5 avril | Philadelphie, le 5 avril | Philadelphie, le 5 avril |
|  | Mercedes Martinez         | Mercedes Martinez      | Mercedes Martinez          | Mercedes Martinez      | 11:33             | 11:33             | Soum.              | Soum.              |                    |                    |  |  |                    |                    |                    |                    |  |  | Philadelphie, le 5 avril | Philadelphie, le 5 avril | Philadelphie, le 5 avril | Philadelphie, le 5 avril |
|  | Mercedes Martinez         | Mercedes Martinez      | Ottawa, le 21 mars         |                        |                   |                   | Soum.              | Soum.              |                    |                    |  |  |                    |                    |                    |                    |  |  | Philadelphie, le 5 avril | Philadelphie, le 5 avril | Philadelphie, le 5 avril | Philadelphie, le 5 avril |
|  | Trish Adora               | Trish Adora            | 9:46                       | 9:46                   |                   |                   |                    |                    |                    |                    |  |  |                    |                    |                    |                    |  |  | Philadelphie, le 5 avril | Philadelphie, le 5 avril | Philadelphie, le 5 avril | Philadelphie, le 5 avril |
|  | Trish Adora               | Trish Adora            | 9:46                       | 9:46                   | Mercedes Martinez | Mercedes Martinez | Tombé              | Tombé              |                    |                    |  |  |                    |                    |                    |                    |  |  | Philadelphie, le 5 avril | Philadelphie, le 5 avril | Philadelphie, le 5 avril | Philadelphie, le 5 avril |
|  | Cedar Park, le 22 février |                        |                            |                        | Mercedes Martinez | Mercedes Martinez | Tombé              | Tombé              |                    |                    |  |  |                    |                    |                    |                    |  |  | Philadelphie, le 5 avril | Philadelphie, le 5 avril | Philadelphie, le 5 avril | Philadelphie, le 5 avril |
|  |                           |                        | Abadon                     | Abadon                 | 9:46              | 9:46              |                    |                    |                    |                    |  |  |                    |                    |                    |                    |  |  | Philadelphie, le 5 avril | Philadelphie, le 5 avril | Philadelphie, le 5 avril | Philadelphie, le 5 avril |
|  | Viva Van                  | Viva Van               | Abadon                     | Abadon                 | 9:46              | 9:46              | 5:48               | 5:48               |                    |                    |  |  |                    |                    |                    |                    |  |  | Philadelphie, le 5 avril | Philadelphie, le 5 avril | Philadelphie, le 5 avril | Philadelphie, le 5 avril |
|  | Viva Van                  | Viva Van               | Springfield, le 7 mars     |                        |                   |                   | 5:48               | 5:48               |                    |                    |  |  |                    |                    |                    |                    |  |  | Philadelphie, le 5 avril | Philadelphie, le 5 avril | Philadelphie, le 5 avril | Philadelphie, le 5 avril |
|  | Abadon                    | Abadon                 | Tombé                      | Tombé                  |                   |                   |                    |                    |                    |                    |  |  |                    |                    |                    |                    |  |  | Philadelphie, le 5 avril | Philadelphie, le 5 avril | Philadelphie, le 5 avril | Philadelphie, le 5 avril |
|  | Abadon                    | Abadon                 | Tombé                      | Tombé                  | Billie Starkz     | Billie Starkz     | Soum.              | Soum.              |                    |                    |  |  |                    |                    |                    |                    |  |  |                          |                          |                          |                          |
|  | Phoenix, le 15 février    |                        |                            |                        | Billie Starkz     | Billie Starkz     | Soum.              | Soum.              |                    |                    |  |  |                    |                    |                    |                    |  |  |                          |                          |                          |                          |
|  |                           |                        | Queen Aminata              | Queen Aminata          | 17:42             | 17:42             |                    |                    |                    |                    |  |  |                    |                    |                    |                    |  |  |                          |                          |                          |                          |
|  | Rachael Ellering          | Rachael Ellering       | Queen Aminata              | Queen Aminata          | 17:42             | 17:42             | 10:49              | 10:49              |                    |                    |  |  |                    |                    |                    |                    |  |  |                          |                          |                          |                          |
|  | Rachael Ellering          | Rachael Ellering       |                            |                        |                   |                   |                    | 10:49              |                    |                    |  |  |                    |                    |                    |                    |  |  |                          |                          |                          |                          |
|  | Leyla Hirsch              | Leyla Hirsch           | Tombé                      | Tombé                  |                   |                   |                    |                    |                    |                    |  |  |                    |                    |                    |                    |  |  |                          |                          |                          |                          |
|  | Leyla Hirsch              | Leyla Hirsch           | Tombé                      | Tombé                  | Leyla Hirsch      | Leyla Hirsch      | 9:46               | 9:46               |                    |                    |  |  |                    |                    |                    |                    |  |  |                          |                          |                          |                          |
|  | Cedar Park, le 22 février |                        |                            |                        | Leyla Hirsch      | Leyla Hirsch      | 9:46               | 9:46               |                    |                    |  |  |                    |                    |                    |                    |  |  |                          |                          |                          |                          |
|  |                           |                        | Red Velvet                 | Red Velvet             | Tombé             | Tombé             |                    |                    |                    |                    |  |  |                    |                    |                    |                    |  |  |                          |                          |                          |                          |
|  | Sandra Moone              | Sandra Moone           | Red Velvet                 | Red Velvet             | Tombé             | Tombé             | 9:01               | 9:01               |                    |                    |  |  |                    |                    |                    |                    |  |  |                          |                          |                          |                          |
|  | Sandra Moone              | Sandra Moone           | Springfield, le 29 février |                        |                   |                   | 9:01               | 9:01               |                    |                    |  |  |                    |                    |                    |                    |  |  |                          |                          |                          |                          |
|  | Red Velvet                | Red Velvet             | Tombé                      | Tombé                  |                   |                   |                    |                    |                    |                    |  |  |                    |                    |                    |                    |  |  |                          |                          |                          |                          |
|  | Red Velvet                | Red Velvet             | Tombé                      | Tombé                  | Red Velvet        | Red Velvet        | 9:24               | 9:24               |                    |                    |  |  |                    |                    |                    |                    |  |  |                          |                          |                          |                          |
|  | Phoenix, le 15 février    |                        |                            |                        | Red Velvet        | Red Velvet        | 9:24               | 9:24               |                    |                    |  |  |                    |                    |                    |                    |  |  |                          |                          |                          |                          |
|  |                           |                        | Queen Aminata              | Queen Aminata          | Tombé             | Tombé             |                    |                    |                    |                    |  |  |                    |                    |                    |                    |  |  |                          |                          |                          |                          |
|  | J-Rod                     | J-Rod                  | Queen Aminata              | Queen Aminata          | Tombé             | Tombé             | 6:04               | 6:04               |                    |                    |  |  |                    |                    |                    |                    |  |  |                          |                          |                          |                          |
|  | J-Rod                     | J-Rod                  |                            |                        |                   |                   |                    | 6:04               |                    |                    |  |  |                    |                    |                    |                    |  |  |                          |                          |                          |                          |
|  | Queen Aminata             | Queen Aminata          | Tombé                      | Tombé                  |                   |                   |                    |                    |                    |                    |  |  |                    |                    |                    |                    |  |  |                          |                          |                          |                          |
|  | Queen Aminata             | Queen Aminata          | Tombé                      | Tombé                  | Queen Aminata     | Queen Aminata     | Tombé              | Tombé              |                    |                    |  |  |                    |                    |                    |                    |  |  |                          |                          |                          |                          |
|  | Cedar Park, le 22 février |                        |                            |                        | Queen Aminata     | Queen Aminata     | Tombé              | Tombé              |                    |                    |  |  |                    |                    |                    |                    |  |  |                          |                          |                          |                          |
|  |                           |                        | Taya Valkyrie              | Taya Valkyrie          | 8:52              | 8:52              |                    |                    |                    |                    |  |  |                    |                    |                    |                    |  |  |                          |                          |                          |                          |
|  | Sussy Love                | Sussy Love             | Taya Valkyrie              | Taya Valkyrie          | 8:52              | 8:52              | 7:19               | 7:19               |                    |                    |  |  |                    |                    |                    |                    |  |  |                          |                          |                          |                          |
|  | Sussy Love                | Sussy Love             |                            |                        |                   |                   |                    | 7:19               |                    |                    |  |  |                    |                    |                    |                    |  |  |                          |                          |                          |                          |
|  | Taya Valkyrie             | Taya Valkyrie          | Tombé                      | Tombé                  |                   |                   |                    |                    |                    |                    |  |  |                    |                    |                    |                    |  |  |                          |                          |                          |                          |
|  | Taya Valkyrie             | Taya Valkyrie          | Tombé                      | Tombé                  |                   |                   |                    |                    |                    |                    |  |  |                    |                    |                    |                    |  |  |                          |                          |                          |                          |
|  |                           |                        |                            |                        |                   |                   |                    |                    |                    |                    |  |  |                    |                    |                    |                    |  |  |                          |                          |                          |                          |

## Historique des règnes
| # | Championne    | Règne | Date            | Durée     | Évènement             | Lieu                        | Notes | Réf   |
| - | ------------- | ----- | --------------- | --------- | --------------------- | --------------------------- | --- | ----- |
| 1 | Billie Starkz | 1     | 5 avril 2024    | 112 jours | Supercard of Honor    | Philadelphie (Pennsylvanie) | Elle bat Queen Aminata en finale du tournoi pour devenir la première championne du monde Television de l'histoire. | [ 6 ] |
| 2 | Red Velvet    | 1     | 26 juillet 2024 | 231+      | Death Before Dishonor | Arlington (Texas)           | En battant Billie Starkz. Elle remporte le titre pour la première fois de sa carrière.                             | [ 9 ] |

## Règnes combinés
| Rang | Championne    | Règnes | Jours combinés |
| ---- | ------------- | ------ | -------------- |
| 1.   | Billie Starkz | 1      | 112 jours      |
| 2.   | Red Velvet    | 1      | 231+           |